# Hemerobius convexus
Hemerobius convexus is een insect uit de familie van de bruine gaasvliegen (Hemerobiidae), die tot de orde netvleugeligen (Neuroptera) behoort. 
Hemerobius convexus is voor het eerst wetenschappelijk beschreven door Monserrat in 2004.